# UseModWiki
UseModWiki（ユーズモッドウィキ）は、Perlで書かれGNU General Public Licenseライセンスで配布されているウィキソフトウェアである。UseModWikiのページは、関係データベースではなく、フラットファイルで保存される。英語や他の多くの言語で書かれたウィキペディアはMediaWikiに切り替えるまではUseModWikiで運用されていた。

## 歴史
ウォード・カニンガムが最初のウィキウェブサイトWikiWikiWebを作った後、主にPerlで書かれ、WikiWikiWebのエンジン("WikiBase")の機能と設計を実装した色々なウィキウィキクローンがあった。
Peter Merelは部分的にGNU Lesser General Public Licenseでリリースされた初期のウィキウィキクローンCVWikiを開発し、その後Markus DenkerはGNU General Public LicenseでリリースされCVWikiに基づいたAtisWikiを開発した。
1990年代に、Clifford AdamsはUsenet Moderationプロジェクトを立ち上げた。ユーザがUsenetの投稿についての評価、編集、さらにまとめや変更情報を共有できるようにするものである。それは1999年にウィキの発想で置き換えられ、10月11日にAtisWikiの単純化されたフォークとしてUseModWikiの開発が始まった。1999年11月のバージョン0.4("WikiFour")からは、UseModWikiにさらに機能と改良が導入された。2000年には、2つめのUseModWikiウェブサイトMeatballWikiが立ち上げられ、UseModWikiの公式ウェブサイトとともに、usemod.comに置かれた。
AdamsはUseModWiki開発者であるとともにウィキペディアンでもあったため、2001年に、v0.91とv0.92として百科事典で用いるための多くの改良をもたらした。特にキャメルケースだけではなく2重の角括弧(例えば、[[ウィキペディア]])でも他のページにリンクできる"フリーリンク"の選択肢が追加された。2年の開発の後2003年9月には、バージョン1.0のリリースでCSS, RSS, ファイルアップロード、UTF-8, さらに他の多くの新しい機能を導入した。その後はバグ修正バージョンだけがリリースされ、2007年7月にMarkus LudeがAdamsからUseModWikiのプロジェクトを引き継いだ。最新のバージョンは2017年12月にリリースされた。
英語版ウィキペディアのウィキソフトウェアは2001年1月15日の創立以来UseModWiki(フェイズI, 後付で命名)だった。
また2002年1月には、22の言語版のウィキペディアがUseModWikiで運用されていた。2002年1月25日にUseModWikiは、UseModWikiを元にしているけれどもPHPで書き直された新しいウィキソフトウェア、"PHPスクリプト" (フェイズII)で置き換えられた。7月20日、より良い性能と機能を得るために、PHPスクリプトはさらに独自に書き直されたウィキソフトウェア(フェイズIII)で置き換えられた。それが現在MediaWikiとして知られている。

### バージョン履歴
| UseModWikiのリリース履歴 | UseModWikiのリリース履歴 | UseModWikiのリリース履歴 |
| バージョン               | リリース日               | リリースノート |
| ------------------------ | ------------------------ | --- |
| 0.4                      | 1999年11月26日           | "WikiFour" - 簡単インストール - 速度向上 - サブページ - 編集競合検出 |
| 0.5                      | 2000年1月12日            | "WikiFive" - 新しいRecentChanges(最近の更新) - HTMLキャッシュも選択可能 - InterWiki(インターウィキ)リンク - ページリダイレクト命令 |
| 0.6                      | 2000年1月15日            | - PageLink(ページリンク)のsub(関数)をリファクタリング - ロックエラーをクリーンアップ - いくつかの細かなコードクリーンアップ - ホームページ内容の大きな再編成 |
| 0.7                      | 2000年1月22日            | - split(分割関数)のエラーを修正 - いくつかの未定義使用警告のクリーンアップ |
| 0.80                     | 2000年6月18日            | - 新しいテキスト整形の追加: - * で順序無し箇条書き、 # で番号付き箇条書き、 : でインデントされた領域 - <b> と <i> のマークアップで太字と斜体 - <pre> で整形済みの節 - 生HTMLの節が可能(オプションで制御される) - URLとInterWiki(インターウィキ)リンクで後続の句読記号が除去されるように - 編集後の再読込みでブラウザが正しいページを再読込みするよう Location: ヘッダを使い指示 - リダイレクト命令でも Location: コードを使いリダイレクトされたら対象のページに注意書きを表示 - 各ページが最新の差分への "(diff)" リンクを持つように - いくつかのクリーンアップとリファクタリング |
| 0.82                     | 2000年7月15日            | - タブ無し整形ルール - 生HTML設定オプション - リンクで "" が新たに区切りに - <nowiki>タグ |
| 0.86                     | 2000年8月26日            | - ユーザ設定 - ユーザ名 - 差分の強化 - 細部、主要、および筆者の差分を別個に保持 - ユーザが望みの差分を選べる - リンクデータベース |
| 0.88                     | 2000年10月12日           | - 編集プレビュー - 整形を改良: - URLとInterWiki(インターウィキ)リンクが後続の句読記号を無視するように - [1] や [2] のような新しい括弧書きのURL(とInterWikiリンク) - いくらかの細かいウィキマークアップのバグが修正された(主に複数のマークアップルールどうしの相互作用) - リンクバー用のランダムリンクのオプション |
| 0.90                     | 2000年12月24日           | - 保存されたページ - [Yahoo!へのリンク] のような説明的テキストのリンク |
| 0.91                     | 2001年2月16日            | - 古いリビジョンの競合のバグを修正(古いリビジョンを編集中)。 - © や ∞ のようなHTML文字がページで使えるように。 - = 大見出し (h1) テキスト = や === とある h3 テキスト === のような見出しのオプション。 - 行中に等幅フォントでコードを埋め込むための新しい <code> タグ。このタグはまた <pre> タグのように働きウィキ整形を抑制する。 - フリーリンクと説明テキスト付きフリーリンクが空白やいくつかの句読記号を名前に含むページにも許されるように。 - [WikiName 説明] のようなローカル括弧リンクがデフォルトで特別ではなくなった。古い 0.90- バージョンの振る舞いも選択できる。 - オプションで自動 LinkPattern (リンクパターン)リンクを無効にできるように(もし本当に古典的な Wiki:CamelCase (キャメルケース)ページ名をやめたいなら。) - 古い rclog (RecentChanges) (最近の更新)項目を別のファイルに移動できるように、また必要なときだけ読み込まれるように。 - 管理者によるページ削除(編集者レベルに与えることもできる): 即時かつ完全、 RecentChanges を含む。 - 管理者によるページ改名: RecentChanges 項目と改名されたページにリンクしているすべてのページのリンクも改名する。 |
| 0.92                     | 2001年4月21日            | - 非英語ウィキのための x 翻訳テーブルのオプション。 - mod_perl や FastCGI のような非伝統的なCGI環境での振る舞いの改善。 - フリーリンクのバグ修正、特に不正なリンク名の削除。 - デフォルトでフリーリンクを正規の大文字形態に変換するように(すべての語が大文字で始まる)。この新しい振る舞いは無効にもできる。 - すべてのページの目録をより速く。 - スタイルシート対応のオプション。 - いくつかの細かな新しい機能。 |
| 1.0                      | 2003年9月12日            | UseModWiki/NewFeatures - スタイルシート - RSSフィード - ファイルアップロード - 8ビット文字との互換性の改善 - LocalWiki (ローカルウィキ)とローカルリンク - KeepSize (古い版をいくつ保存するかの設定) - カスタムHTML挿入 |
| 1.0.1                    | 2007年6月9日             | バグ修正リリース |
| 1.0.2                    | 2007年8月26日            | バグ修正リリース |
| 1.0.3                    | 2007年9月12日            | バグ修正リリース |
| 1.0.4                    | 2007年12月1日            | バグ修正リリース |
| 1.0.5                    | 2009年8月28日            | バグ修正リリース |
| 1.0.6                    | 2016年11月5日            | バグ修正リリース |
| 1.1.0                    | 2017年10月31日           | バグ修正リリース |
| 1.2.0                    | 2017年11月5日            | バグ修正リリース |
| 1.2.1                    | 2017年12月1日            | バグ修正リリース |

## 関連文献
- Lih, Andrew (2009). The Wikipedia Revolution: How a Bunch of Nobodies Created the World's Greatest Encyclopedia. London: Aurum. pp. 62–63. ISBN 9781845134730. OCLC 280430641

1. ↑  “UseMod”. UseModWiki. 2000年10月17日時点のオリジナルよりアーカイブ。2021年9月8日閲覧。
2. ↑  “AtisWiki”.   MarcusWiki (2002年7月25日). 2021年6月25日閲覧。
3. ↑  “WhyUseMod”.   UseModWiki. 2021年6月25日閲覧。
4. 1 2 3  “UseModWiki/History”.   UseModWiki. 2021年6月25日閲覧。
5. 1 2  “UseModWiki/OldVersions”.   UseModWiki. 2021年6月25日閲覧。
6. ↑  “NewFeatures”.   UseModWiki. 2021年6月25日閲覧。
7. ↑  “Wikipedia: The Free Encyclopedia”.  Bomis (2002年1月24日). 2002年1月24日時点のオリジナルよりアーカイブ。2021年6月25日閲覧。
8. ↑  “UseModWiki/EarlyVersions”.   UseModWiki. 2021年6月25日閲覧。
9. ↑  “Changelog”.   UseModWiki. 2021年6月25日閲覧。